# هزاران برگ و هزار رنگ (مجموعه تلویزیونی)
هزاران برگ و هزار رنگ یک مجموعه تلویزیونی محصول سال ۱۳۷۰ به کارگردانی حسین فردرو، حسین محب‌اهری نویسندگی حسین محب‌اهری و تهیه‌کنندگی مهناز میرجهانگیری می‌باشد که از برنامه کودک و نوجوان شبکه یک پخش شد. این مجموعه برگرفته از داستانهای کهن فارسی از کلیله و دمنه و داستانهای مثنوی است.

## بازیگران
- رضا بنفشه‌خواه
- جلیل فرجاد
- رضا فیاضی
- رضا رویگری
- صدرالدین حجازی
- اسدالله یکتا
- اسماعیل پوررضا
- اصغر سمسارزاده
- اکبر عبدی
- بهزاد سپهر
- پوراندخت مهیمن
- جمشید اسماعیل‌خانی
- جواد خدادادی
- حسن دادشکر
- حسین محب‌اهری
- حمید عبدالملکی
- رضا خندان
- سیروس گرجستانی
- شهره لرستانی
- عزت‌الله رمضانی‌فر
- عزیز هنرآموز
- غلامحسین بهمنیار
- غلامحسین لطفی
- فخرالدین صدیق‌شریف
- فرحناز منافی ظاهر
- فرهنگ مهرپرور
- محمد کدخدایی
- محمد یگانه
- مریم معترف
- منوچهر آذری
- منوچهر نوذری
- مهوش افشارپناه
- نسیم اکبری
- هوشنگ بهشتی